# Лазніго
Лазніго, Лазніґо (італ. Lasnigo) — муніципалітет в Італії, у регіоні Ломбардія, провінція Комо.
Лазніго розташоване на відстані близько 520 км на північний захід від Рима, 50 км на північ від Мілана, 16 км на північний схід від Комо.
Населення — 479 осіб (2014).

## Демографія
Населення за роками:

Станом на 1 січня 2023 року в муніципалітеті офіційно проживало 37 іноземців з 14 країн, серед них 9 громадян країн Євросоюзу та 4 громадяни України.

## Сусідні муніципалітети
- Ассо
- Барні
- Олівето-Ларіо
- Сормано
- Вальброна